# 수원여객
수원여객운수 (水原旅客運輸)는 경기도 수원시에 연고를 둔 버스회사이다. 본사는 경기도 수원시 장안구 연무동에 있다. 계열사로 화성시 차적의 시내버스 회사인 남양여객을 두고 있다. 전기버스 도입에 적극적이며, 대한민국의 버스회사 중 가장 많은 전기버스를 보유/운행하고 있다.

## 역사
1962년 3월 15일에 설립해 수원시내버스 사업을 시작했다. 1998년 부도로 폐업한 삼성여객의 수원에서 화성 남양방면 일부 노선을 인수하여 남양여객을 창립하였다.
2020년 라임 사태가 터지면서 유관 기업으로 지목받았다. 라임자산운용과 관련이 있는 수원여객운수 임원은 수원여객운수의 자금 162억 원대를 횡령한 것이 드러났고, 라임자산운용에서 수원여객운수 회사 자체를 공격적으로 인수하려 하였으나 미수로 그친 정황도 포착됐다.
2021년 8월 3일 사모펀드 'MC 파트너스'에서 수원여객을 인수했다.

## 현황
2023년 4월 24일 기준이다.
| 운행업체 | 보유 노선수 | 보유 노선수 | 보유 노선수 | 보유 노선수 | 보유 노선수 | 등록 대수 | 등록 대수 | 등록 대수 | 등록 대수 | 등록 대수 |
| -------- | ----------- | ----------- | ----------- | ----------- | ----------- | --------- | --------- | --------- | --------- | --------- |
| 운행업체 | 노선 합계   | 광역급행    | 직행좌석    | 일반좌석    | 시내일반    | 대수 합계 | 광역급행  | 직행좌석  | 일반좌석  | 시내일반  |
| 수원여객 | 36          | -           | -           | -           | 36          | 466       | -         | -         | -         | 466       |

## 운행 노선
경기대(구.연무) 1반
- ● 16-2번: 경기대학교 정문 - 조원고등학교 - 장안구청 - 수원종합운동장 - 정자시장 - 화서역 - 수원역환승센터 <전기저상버스 운행, 시내버스 단일시군 공공관리제 대상 노선>
- ● 37번: 경기대학교 정문 - 장안문 - 상공회의소 - 정자사거리 - 화서역 - 삼환A - 웃거리 - 농촌진흥청 - 수원역 - 이춘택병원 - 성빈센트병원 - 법원사거리 - 영통입구 - 신갈오거리 - 경기도박물관 - 상갈역 - 루터대학교 - 금화마을 - 한국민속촌 <전기저상버스 운행, 경기도 공공관리제노선>

광교 2반(광교동부차고지 기점)
- ● 13-4번: 동부차고 - 상현역 - 광교호수마을 - 광교센트럴타운 - 광교중앙역 - 수원월드컵경기장 - 아주대학교 - 성빈센트병원 - 이춘택병원 - 수원역 - 농촌진흥청 - 구운중학교 - 홈플러스 서수원점 - LG빌리지 - 칠보마을 - 능실마을 15단지 <전기저상버스 운행>
- ● 20번: 동부차고 - 상현역 - 광교호수마을 - 아주대학교 - 성빈센트병원 - 팔달문 - 매교역 - 세류사거리 - 세류역 - 병점역 - 세마대 입구 - 오산대역 - 궐동 - 오산역 - 오산시청 - 오산시 운암 주공1단지.운천중학교 <전기저상버스 운행, 경기도 공공관리제노선>
- ● 20-1번: 동부차고 - 상현역 - 광교호수마을 - 아주대학교 - 성빈센트병원 - 팔달문 - 매교역 - 세류사거리 - 세류역 - 병점역 - 세마역 - 죽미마을 - 오산대역 - 궐동 - 오산역 - 오산시청 - 오산시 운암 주공1단지.운천중학교 <전기저상버스 운행, 경기도 공공관리제노선>
- ● 20-2번: 동부차고 - 상현역 - 광교호수마을 - 컨벤션센터 - 수원월드컵경기장 - 광교중앙역 - 아주대병원 - 청소년문화센터 - 수원시청역 - 농수산물시장 - 곡반중학교 - 방죽공원, 영통힐스테이트 - 망포역 - 신영통 - 신영통현대아파트 <전기저상버스 운행, 경기도 공공관리제노선>
- ● 32-4번: 동부차고 - 상현역 - 광교호수마을 - 컨벤션센터 - 광교중앙역 - 수원월드컵경기장 - 아주대학교 - 성빈센트병원 - 수원역 - 고색역 - 오목천역 - 봉담읍 - 장안대학교 - 수원가톨릭대학교 - 해병대 사령부 - 가재4리 - 향남읍행정복지센터 - 상신초등학교 - 향남부영18단지 <저상버스 운행, 경기도 공공관리제노선>
- ● 35번: 경기대학교 정문 - 장안문 - 팔달문 - 수원역 - 고색역 - 오목천역 - 봉담읍 - 장안대학교 - 수원 가톨릭대학교 - 해병대 사령부 - 발안초등학교 - 향남읍행정복지센터 - 향남택지지구 <전기저상버스 운행>
- ● 81번: 동부차고 - 상현역 - 광교호수마을 - 광교센트럴타운 - 광교중앙역 - 광교에듀타운(광교고, 다산중) - 아주대병원 - 아주대학교 - 법원사거리 - 경기도문화의전당 - 수원시청, 수원시청역 - 수원종합버스터미널 - 비상활주로 - 병점순환(진안초등학교 → 주공9단지 → 주공3단지 → 주공4단지 → 신창미션힐 → 홈플러스 → 병점역, 동부출장소) (2014-02-20~ ) <전기저상버스 운행>

남부 6반(수원남부버스공영차고지 기점)
- ● 3번: 남부차고 - 망포역 - 벽적골 - 영통역 - 청명역 - 태평양화학 - 법원사거리 - 성빈센트병원 - 팔달문 - 장안문 - 화서사거리 - 화서역 - 삼환아파트 <전기저상버스 운행>
- ● 13-1번: 남부차고 - 반정아이파크4단지 정문, 반정아이파크5단지 후문 - 망포역 - 벽적골 - 영통역 - 청명역 - 아모레퍼시픽 - 원일초등학교 - 원천주공A - 영통구청 - 동수원뉴코아 - 수원시청역 - 농수산물시장 - 세류현대A - 수원역 - 서둔동 - 구운중학교 - 호매실중학교 - 칠보산, 자목마을 - 칠보마을 - LG빌리지 - 홈플러스 서수원점 - 금곡강남A <전기저상, 저상버스 운행>
- ● 61번: 수원여자대학교 - 능실마을 - 칠보초교 - 서수원터미널 - 성균관대학교 - 성균관대역 - 동남보건대학교 - 상공회의소 - 장안문 - 팔달문 - 성빈센트병원 - 수원시청, 수원시청역 - 영통구청 - 망포역 - 영통SK뷰아파트, 라온프라이빗아파트 (2013-07-22 ~ )(서부공영차고지 기점)[3] <전기저상버스 11대 운행>

곡반정동 5반(곡반정동차고지 기점)
- ● 11-1번: 곡반정동 - 임광아파트 - 수원시청역 - 매탄2동행정복지센터 - 수원정보과학고등학교 - 아주대학교 - 성빈센트병원 - 수원역 - 웃거리 - 서수원시외버스터미널 - 입북동 - 당수동 - LG빌리지 - 호매실동주민센터 - 능실마을 - 수원여자대학교 - 권선구청 - 고색역 - 수원역 환승센터[4] <전기 저상버스 운행, 시내버스 단일시군 공공관리제 대상 노선>
- ● 80번: 곡반정동 - 수원종합버스터미널 - 권선시장 - 수원시청역, 갤러리아백화점 수원점 - 매탄위브하늘채A - 법원사거리 - 아주대학교 - 수원월드컵경기장 - 경기지방경찰청 - 경기대학교 후문 - 광교테크노밸리 - 광교센트럴타운(대림, 오드카운티, 래미안) - 광교마을(중심상가, 휴먼시아41) - 광교호수마을(휴먼시아32, 참누리) <전기저상버스 운행, 경기도공공관리제노선>
- ● 82-1번: 곡반정동 - 수원하늘채더퍼스트아파트 - 곡정고 - 세류역 - 수원종합버스터미널 - 수원시청, 수원시청역 - 매탄위브하늘채A - 법원사거리 - 성빈센트병원 - 영동시장 - 이춘택병원 - 수원역 - 화서사거리 - 장안문 - 팔달문 - 영동시장 <전기저상버스 운행, 시내버스 단일시군 공공관리제 대상 노선>
- ● 83-1번: 곡반정동 - 임광아파트 - 아주대학교 - 영동시장 - 팔달문 - 장안문 - 수원역 - 영동시장 <전기저상버스 운행, 시내버스 단일시군 공공관리제 대상 노선>
- ● 112번: 곡반정동 - 수원종합버스터미널 - 한라녹턴A - 세류농협 - 태장면고개 - 매교역 - 팔달문 - 장안문 - 수성사거리 - 정자사거리 - 수원중부경찰서 - 동남보건대학교 - 천천초, 중, 고교 - 성균관대역 - 밤밭저수지 - 율전화남A - 동문굿모닝힐A - 서수원자이A - 서수원레이크푸르지오
시내버스 단일시군 공공관리제 대상 노선

이목동 3반(파장동북부차고지 기점)
- ● 5번: 이목동차고지 - 동원고등학교(하행) - 파장시장 - 만석공원 - 장안문 - 화서사거리 - 수원역 - 세류사거리 - 수원종합버스터미널 - 래미안영통마크원 - 망포역 - 벽적골 - 지역난방공사 - 청명고등학교 - 황골주공1단지 - 청명역 - 영통역 - 경희대학교 <전기저상버스 운행>
- ● 7-2번: 이목동차고지 - 수일여중 - KT위즈파크 - 장안문 - 화서문 - 수원역 - 수원종합버스터미널 - 망포역 - 벽적골 - 경희대학교 - 영통SK뷰아파트.라온프라이빗아파트 (2023년 4월 1일부로 동부차고 <> 이목동차고 기점변경 및 광교중앙역 ~ 창룡문 구간 단축) <경기도 공공관리제노선>
- ● 13번: 광교산 - 경기대학교 - 장안문 - 팔달문 - 수원역 - 농촌진흥청 - 구운중학교 - 금곡강남A - 가온마을 - LG빌리지 - 칠보초교 <전기저상버스 운행, 경기도 공공관리제노선>
- ● 25번: 이목동차고지 - 한일타운 - 팔달문 - 세류3동 - 세류역 - 병점입구 - 안녕리 - 괘랑리 - 정남농협 - 동남아파트 - 덕신상가 (하루 1회 관항리 경유) <전기저상버스 운행>
- ● 27번: 이목동차고지 - 파장동 - 한일타운 - 팔달문 - 아주대학교 - 영통입구 - 수원신갈 나들목 - 신갈오거리 - 용인운전면허시험장 - 보정역 - 죽전역 - 풍덕천사거리 - 현대그린프라자 - 현대,한성A - 삼풍동아파트 - 수지중,고교 <전기저상버스 운행, 경기도 공공관리제노선>
- ● 30번: 이목동차고지 - 만석공원 - 정자3동 행정복지센터 - 화서역 - 수원역 - 공구유통타운 - 고색역 - 오목천역 - 수영오거리 - 봉담읍 행정복지센터 - 협성대학교 - 수원대학교 <전기저상버스 운행, 경기도 공공관리제노선>
- ● 30-1번: 이목동차고지 - 만석공원 - 정자3동 행정복지센터 - 화서역 - 수원역 - 공구유통타운 - 고색역 - 오목천역 - 수영오거리 - 봉담읍행정복지센터 - 협성대학교 - 수원대학교 (2017년 3월 10일 신설) <전기저상버스 운행, 경기도 공공관리제노선>
- ● 42번: 이목동차고지 - SK스카이뷰 - 천천중학교 - 화서역 - 수원역 - 공구유통타운 - 고색역 - 오목천역 - 수영오거리 - 신창아파트 - 봉담초등학교 - 봉담2LH3단지 - 공청2 <전기저상버스 운행, 경기도 공공관리제노선>
- ● 98번: 이목동차고지 - 동원고등학교(하행) - 동신아파트 - 정자3동 행정복지센터 - 수원의료원 - 상공회의소 - 장안문 - 팔달문 - 인계파밀리에 - 동수원우체국 - 매탄공원 - 산남중학교 - 동수원중학교 - 원천주공1단지 - 무궁화전자 - 신나무실 - 벽적골 - 망포역 - 신영통현대타운 - 삼성전자 화성캠퍼스 - 능동마을 - 메타폴리스 - 새강마을 - 나루마을 - 동탄국제고등학교 - 나루고등학교 - 한화꿈에그린 <전기저상버스 운행, 경기도 공공관리제노선>

동탄 7반(동탄차고지 기점)
- ● 7-1번: 동탄신도시 - 능동마을 - 삼성전자 화성캠퍼스 - 신영통현대A - 망포역 - 수원종합버스터미널 - 수원역 - 화서사거리 - 장안문 - 경기대학교 정문 <전기저상버스 운행, 경기도 공공관리제노선>
- ● 7-1A번: 동탄2신도시 - 동탄호수공원 - 동탄역 - 한미약품 - 능동마을 - 삼성반도체 - 신영통 - 망포역 - 선일초교 - 수원종합버스터미널 - 수원역 - 수원여고 - 화서문 - 장안문 - KT수원지사 - 수원KT위즈파크 - 장안구청 - 조원뉴타운 (2021년 3월 17일 신설) <전기저상버스 운행, 경기도 공공관리제노선>
- ● 62-1번: 동탄신도시 - 메타폴리스 - 능동마을 - 삼성전자 화성캠퍼스 - 신영통현대A - 망포역 - 매탄권선역 - 영통구청 - 매탄성일A - 법원사거리 - 성빈센트병원 - 팔달문 - 장안문 - 한일타운 - 만석공원 - 동남보건대학교 - 경기체육고등학교 - 성균관대역 - 성균관대학교 - 서수원터미널 - 금곡강남A - 가온마을 - LG빌리지 - 칠보초등학교 <전기저상버스 운행>
- ● 64번: 동탄신도시 - 다은마을 - 메타폴리스 - 센트럴파크 - 기산동 - 잠원초등학교 - 망포역 - 수원종합버스터미널 - 세류사거리 - 매교역 - 팔달문 - 장안문 - 한일타운 - 만석공원 - 동신A - 동원고등학교 - 의왕시청 - 호계삼거리 - 안양국제유통단지 - LS타워 - 금정역 - 산본고가도로 - 명학역 - 남부시장 - 안양역 <저상버스 운행, 경기도 공공관리제노선>
- ● 92-1번: 동탄신도시 - 반송고등학교 - 동탄1동 행정복지센터 - 이마트 동탄점, 한림대학교동탄성심병원 - 삼성전자 기흥캠퍼스 후문 - 신영통현대A - 망포역 - 매탄권선역 - 영통구청 - 매탄성일A - 동수원우체국 - 수원시청, 수원시청역 - 매교역 - 수원역 - 농촌진흥청 - 구운동사거리 - 율현중학교 - 정자3동 행정복지센터 - 동남보건대학교 - 천천초, 중, 고교 - 성균관대역 <전기저상버스 운행, 시내버스 단일시군 공공관리제 대상 노선>

## 운행 지역
파란색은 집중투입하는 시
수원시, 안양시, 군포시, 의왕시, 화성시, 용인시, 오산시

## 과거 보유 노선
이 목록에는 수원여객과 신원여객이 공동 배차하던 때의 노선도 포함되어 있기 때문에 신원여객만 단독 운행하던 노선이 이 목록에 포함되어 있을 수도 있다.

#### 도시형버스
- ● 1번: 황골 - 곡반정동 - 비행장 - 세류역 - 수원역 - 농촌진흥청 - 탑동
- ● 1번: 당수동삼정아파트 - 입북동 - 서수원시외버스터미널 - 율현중학교 - 화서역 - 고등동 주민센터 - 수원역 - 수원종합버스터미널 - 박지성도로 - 기산동 - 센트럴파크 - 메타폴리스 - 동탄2동 주민센터 - 반송고등학교(2010년 4월 10일 개통. 2019년 2월 25일 폐지)[5]
- ● 2번: 수원여자대학교 - 권선구청 - 탑동 - 칠보 - 당수동 - 입북동 - 서수원시외버스터미널 - 삼환아파트 - 화서역 - 세류동 - 수원세무서 - 수원역 - 세류초교[6] <이 노선은 용남고속과 공동 배차 운행한다.> (2015년 8월 18일 1번에 통폐합)
- ● 2-1번: 남부공영차고 - 래미안영통마크원 - 망포역 - 벽산아파트 후문 - 현대홈타운 - 벽적골 - 영통역 - 청명역 - 아모레퍼시픽 - 매탄성일A - 동수원우체국 - 이춘택병원 - 수원역 - 화서오거리 - 화서역 - 당수지구A-4BL - 당수지구상업부지 (이 노선은 용남고속과 공동배차하였으나 2020년 3월 26일부로 용남고속 단독운행)
- ● 2-2번: 남부차고 - 망포고 - 망포역 - 살구골 - 영통역 - 청명역 - 광교호수공원입구 - 수원정보과학고등학교 - 아주대학교 정문 - 창룡문 - 팔달문 - 수원역 - 고등동 행정복지센터 - 화서역 - 천천아파트 - 대우푸르지오아파트 - 화남아파트[6] (2022년 5월 13일 부로 운행중단)
- ● 2-5번: 곡반정동 - 영통회차장 - 아주대학교 - 수원 월드컵 경기장 - 광교웰빙타운(한양수자인A) (2012년 9월 5일 폐선)[7] <이 노선은 용남고속과 공동배차 운행하였다.>
- ● 4-1번: 수원남부공영차고지 - 조원동(조원뉴타운) (2022년 1월 1일 폐선)
- ● 5-1번: 이목동차고지 - SK스카이뷰 - 정자지구 - 화서역 - 삼환아파트 - 강남아파트 - 구운오거리 - 농촌진흥청 - 수원역 - 수원터미널 - 망포역 - 메타폴리스 - 병점 - 동탄역(동측) (5-2번에 통합되어있으나 실질적으로 운행중단)
- ● 5-2번: 이목동차고지 - SK스카이뷰 - 정자지구 - 화서역 - 삼환아파트 - 강남아파트 - 구운오거리 - 농촌진흥청 - 수원역 - 수원터미널 - 망포역 - 한림대병원 - 동탄역 - KCC 스위첸 (남양여객으로 이관)
- ● 5-3번: 동부차고지 - 광교역 - 광교중앙역 - 아주대학교 - 매탄시장 - 임광아파트 - 래미안 영통 마크원 - 망포역 - 반월리큰고개 - 한림대병원 - 동탄역 - 동탄호수공원 - 아이원.자이파밀리에 (남양여객으로 이관)
- ● 5-4번: 동부차고지 - 상현역 - 수원컨벤션센터 - 아주대학교 - 창현고교 - 수원월드컵경기장 - 수원시평생학습관 - 장안문 - 상공회의소 - 화서역 - 율현중학교 - 삼환아파트 - 서수원버스터미널 - 당수동 - 서수원 레이크 푸르지오
- ● 7번(1차): 경희대 - 수원터미널 - 수원역 - 장안문 - 창룡문 - 연무동 - 미금역 - 상대원동
- ● 7번(2차): 동부차고 - 상현역 - 컨벤션센터 - 광교중앙역 - 광교에듀타운 - 아주대학교 - 성빈센트병원 - 팔달문 - 장안문 - 한일타운 - 만석공원 - 율현중학교 - 삼환아파트 - 홈플러스 서수원점 - LG빌리지 - 칠보마을 - 능실마을 - 호매실동 차고지 (2022년 9월 15일부로 20-2번 통합으로 인한 운행중단)
- ● 7-3번: 경희대 - 미금역 (7-5번과 통합)
- ● 7-4번: 미금역 - 수지 - 한국민속촌 (수원시내 구간은 운행하지 않음)
- ● 7-5번: 곡반정동 - 미금역 - 모란역
- ● 8번: 칠보 - 농촌진흥청 - 수원역 - 팔달문 - 경기대학교 - 광교산
- ● 9-2번: 광교동부차고 - 상현역(휴먼시아41, 중심상가) - 광교호수마을(휴먼시아32) - 광교센트럴타운(래미안, 오드카운티, 대림) - 광교중앙역(광교고등학교) - 수원월드컵경기장 - 아주대학교 - 성빈센트병원 - 2001아울렛 - 이춘택병원 - 수원역 - 농촌진흥청 - 구운중학교 - 강남A - 가온마을 - LG빌리지 - 칠보마을 - 신미주A - 칠보초등학교 (2019년 5월 1일 용남고속에서 양수받음. 2019년 5월 20일 13-4번과 통합되어 운행중단)
- ● 11번: 연무동차고지 - 팔달문 - 수원역 - 당수동 - 동호상가 - 팔곡동 - 상록수역 - 예술인A - 원곡동 - 안산역 - 반월공단[8]
- ● 11-2번: 연무동 - 장안문 - 팔달문 - 수원역 - 구운동 - 서수원터미널 - 입북동 - 대명고 - 당수동 (11-1번과 통합)
- ● 12번: 연무동 - 팔달문 - 권선시장 - 망포동 - 삼성전자 - 아주대 - 팔달문 - 연무동
- ● 12-1번: 연무동 - 팔달문 - 태장면고개 - 수원시청 - 신영통
- ● 12-2번: 연무동 - 팔달문 - 매교동 - 권선동 - 망포동 - 반정동
- ● 12-3번: 연무동 - 팔달문 - 매교동 - 권선동 - 망포동 - 반월동 - 석우리 - 동탄동 행정복지센터 - 방교리 - 오산
- ● 13-2번: 영통회차장 - 매탄3동 - 법원사거리 - 아주대병원 - 수원월드컵경기장 - 창룡문 - 동수원사거리 - 뉴코아 - 수원역 - 칠보 (운행중단)
- ● 13-3번: 광교산 - 경기대학교 정문 - 팔달문 - 수원역 - 농촌진흥청 - 구운중학교 - 칠보초교 - 칠보산, 자목마을 - 칠보마을 - LG빌리지 - 홈플러스 서수원점 - 금곡강남A (2009년경 ~ 2015-09-22)
- ● 13-5번: 동탄신도시 - 동탄2동행정복지센터 - 동탄1동행정복지센터 - 한림대병원, 이마트동탄점 - 삼성반도체후문 - 신영통현대A - 망포동 - 망포역 - 수원종합버스터미널 - 수원역 - 서둔동 - 농촌진흥청 - 구운중학교 - 호매실삼익A - 칠보마을 - LG빌리지 - 당수동 (이 노선은 용남고속과 공동배차하였으나 2020년 3월 26일부로 용남고속 단독운행)
- ● 13-6번: 곡반정동 - 수원농수산물시장 - 수원시청 - 태장면고개 - 수원역 - 구운중학교 - 칠보초교 - 칠보마을 - LG빌리지 - 홈플러스 서수원점 - 금곡강남A (2011-11-07 ~ 2014-02-23)
- ● 14번: 경기대 - 광교산
- ● 16번: 경기대 - 하저리
- ● 16-2번: 경기대학교 입구 - 장안문 - 팔달문 - 이춘택병원 - 수원역 - 평동주민센터 - 고색사거리 - 오목천동 - 수영오거리 - 봉담읍행정복지센터 - 협성대학교 - 봉담 택지지구 - 분천리 - 수기리 - 수원과학대학 - 보통리 저수지 (2019년 2월 25일 폐지)
- ● 18번: 동부차고 - 상현역 - 광교호수공원 - 광교카페거리 - 광교중앙역 - 아주대학교 - 구법원사거리 - 매탄지구 - 아모레퍼시픽 - 황골마을 - 청명역 - 영통역 - 경희대학교 - 망포역 - 신영통현대타운 (20-2번으로 노선번호 변경및 운행중단)

- ● 옛 20-1번: 파장동 - (현)한일타운 - 수원시청 - 병점 - 오산 - 대원동주공아파트
- ● 20-2번(1기노선): 오산시 운암 주공아파트 - 오산역 - 궐동 - 오산대역 - 금암마을 - 죽미마을 - 세류역 - 병점역 - 세류역 - 갤러리아 백화점 - 아주대학교 (2012-02-06 ~ 2014-02-20)(현재 20-2번 노선은 18번과 통합으로 이 노선과는 별개의 노선이다.)
- ● 22번: 경기대 - 장안문 - 팔달문 - 수원역 - 세류사거리 - 비행장 - 병점입구 - 한신대 (2019년 6월 7일 남양여객에 이관)
- ● 22-1번: 경기대입구 - 장안문 - 팔달문 - 수원역 - 병점 신미주아파트
- ● 24번: 경기대학교 입구 - 장안문 - 팔달문 - 이춘택병원 - 수원역 - 세류사거리 - 세류역 - 병점역 - 우남A - 서동탄역 - 동탄 나래울 - 능동 은행사거리 - 메타폴리스 - 다은마을 (2012년 6월 동탄 지역으로 노선 변경 이전에는 수원역 → 병점 → 오목천동 → 수원역으로 편도 구간을 운행한 바 있으며, 이는 용남고속의 46번과 반대 방향으로 돌았다. 2015-09-25 운행 중지)
- ● 24-1번: 경기대 - 팔달문 - 수원역 - 세류동 - 병점 - 수원대 - 보통리
- ● 25-1번: 경기대학교 입구 - 장안문 - 팔달문 - 매교역 - 세류사거리 - 세류역 - 병점입구 - 안녕리 - 괘랑리 - 정남농협 - 동남아파트 - 덕신상가 - 문학보건소 (하행 정남면 행정복지센터 경유) - 계향2리 - 귀래리 (2019년 5월 20일 폐지)
- ● 25-2번: 이목동차고지 - 한일타운 - 팔달문 - 세류3동 - 세류역 - 병점입구 - 안녕리 - 괘랑리 - 정남농협 - 동남아파트 - 덕신상가 - 계향2리 - 문학보건소 - 귀래리 (2024년 11월 1일 폐찌)
- ● 25-5번: 이목동차고지 - 한일타운 - 팔달문 - 세류3동 - 세류역 - 병점입구 - 안녕리 - 괘랑리 - 정남농협 - 동남아파트 - 덕신상가 - 계향2리 - 갈천리 - 증거리(산업단지) (2024년 11월 1일 폐찌)
- ● 25-6번: 경기대학교 정문 - 팔달문 - 병점 고가차도 - 발산리 - 갈천리
- ● 25-3, 25-4번: 경기대학교 정문 - 팔달문 - 병점 고가차도 - 발산리 - 백리/문학리 (32-5번으로 통합)
- ● 26번: 경기대학교 입구 - 장안문 - 팔달문 - 이춘택병원 - 수원역 - 공구유통타운 - 고색사거리 - 오목천동 - 수영오거리 - 와우리 - 수원대학교 - 융건릉 - 수원과학대학 - 보통리 (2019년 2월 25일 폐지)
- ● 27-1번: 남부공영차고 - 망포역 - 영통역 - 흥덕지구 - 신갈 - 면허시험장 - 구성지구 - 청덕초등학교 (2019년 2월 25일 폐지)
- ● 구 27-1번: 파장동 - 한일타운 - 장안문 - 팔달문 - 성빈센트병원 - 아주대입구 - 영통입구 - 신갈 - 구성 - 칼빈대 - 마북리
- ● 27-2번: 파장동 - 한일타운 - 장안문 - 팔달문 - 성빈센트병원 - 아주대입구 - 영통입구 - 신갈 - 구성 - 경찰대학 - 법무연수원
- ● 27-3번: 파장동 - 한일타운 - 장안문 - 팔달문 - 성빈센트병원 - 아주대입구 - 영통입구 - 신갈 - 보라리 - 고매리 - 중리
- ● 27-4번: 파장동 - 한일타운 - 장안문 - 팔달문 - 성빈센트병원 - 아주대입구 - 영통입구 - 신갈 - 청덕리[9]
- ● 27-5번: 영통회차장 - 벽적골 - 황골마을 - 흥덕지구 - 구성역 - 보정역 - 죽전역 (2009-08-01 ~ 2013-07-30 폐선)[10]
- ● 28번: 신영통 - 신갈 - 구성 - 보정 - 죽전 - 풍덕천 - 수지
- ● 29번: 연무동 - 팔달문 - 원천 - 망포동 - 권선동 - 태장면고개 - 팔달문 - 연무동
- ● 30번: 파장동 - 한일타운 - 장안문 - 화서문 - 고등동 - 수원역 - 터미널 - 동수원 - 아주대 - 신갈 - 청덕리
- ● 30-1번: 연무동 - 수일여중입구 - 화서문 - 수원역 - 터미널 - 동수원 - 아주대 - 신갈 - 민속촌 - 지곡리
- ● 32번: 경기대학교 입구 - 장안문 - 팔달문 - 이춘택병원 - 수원역 - 평동 - 고색동 - 오목천동 - 봉담읍 - 장안대학교- 수원 가톨릭대학교 - 해병대 사령부 - 가재리- 발안주공A (2019년 12월 1일부로 폐선)
- ● 32-1,2번: 연무동차고지 - 장안문 - 팔달문 - 수원역 - 수원역환승센터 - 고색동 - 오목천동 - 봉담읍 - 왕림리 - 팔탄입구 - 가재4리 - 발안주공아파트 - 구장리 - 소동촌 - 기천2리/덕우저수지
- ● 32-3번: 동부차고 - 상현역 - 광교호수마을 - 컨벤션센터 - 광교중앙역 - 수원월드컵경기장 - 아주대학교 - 성빈센트병원 - 수원역 - 평동 - 고색역 - 오목천역 - 봉담읍 - 장안대학교 - 수원가톨릭대학교 - 해병대 사령부 - 화성종합경기타운 - 향남환승터미널 - 화성소방서 - 방축리 - 하길중학교 - 향남주공5단지 (2022년 5월 13일 부로 32-4번 노선 통합+운행중단)
- ● 33번: 수원역 ↔ 평동 행정복지센터 ↔ 고색파출소 ↔ 고색초등학교 ↔ 수원여자대학교 입구 ↔ 오목천 청구A ↔ 수영오거리 ↔ 대진화학 ↔ 봉담읍 행정복지센터 ↔ 장안대학교 ↔ 상기리 입구 ↔ 수원가톨릭대학교 ↔ 해병대 사령부 ↔ 덕리 ↔ 팔탄입구 ↔ 진우아파트 ↔ 덕우공단 입구 ↔ 가재3리 ↔ 가재1리 해군 경인분창 ↔ 신성미소지움아파트 ↔ 장짐사거리 ↔ 발안주공아파트 (2018년 11월 15일 경진여객에서 양수받음. 2019년 2월 25일 운휴)
- ● 36번: 이목동차고지 - 동원고등학교 (하행) - 동신아파트 - 정자3동행정복지센터 - 수원의료원 - 화서역 - 삼환아파트 - 서수원시외버스터미널 - 금곡강남A - 홈플러스 서수원점 - 가온마을 - LG빌리지 - 칠보마을 - 호매실중학교 - 구운동주민센터 - 농촌진흥청 - 서둔동 - 수원역 - 경기도청 - 팔달문 - 장안문 - 수원종합운동장 - 장안구청 - 임광그대가 - 송원초등학교 - 수일여자중학교[11](2019년 1월 12일부로 운행 중단)
- ● 37-1번: 파장동 - 한일타운 - 장안문 - 고등동 - 수원역 - 성빈센트병원 - 아주대입구 - 영통입구 - 신갈 - 보라리 - 민속촌 - 지곡리
- ● 38번: 연무동 - 장안문 - 팔달문 - 수원역 - 서둔동 - 구운동 - 성균관대역
- ● 38-1번: 수원역 - 봉담읍 - 수원 가톨릭대학교 - 해병대 사령부 - 향남2지구 - 상신초등학교 (2018년 11월 15일 경진여객에서 양수받음. 2019년 2월 25일 운휴,수원여객 32-4번과 동일)
- ● 38-2번: 수원역 ↔ 평동주민센터 ↔ 고색파출소 ↔ 고색초등학교 ↔ 수원여자대학교 입구 ↔ 오목천 청구A ↔ 수영오거리 ↔ 대진화학 ↔ 봉담읍사무소 ↔ 장안대학교 ↔ 상기리 입구 ↔ 수원가톨릭대학교 ↔ 해병대 사령부 ↔ 덕리 ↔ 팔탄입구 ↔ 진우아파트 ↔ 덕우공단 입구 ↔ 가재3리 ↔ 가재1리 ↔ 해군 경인분창 ↔ 화성종합경기타운 ↔ 향남환승터미널 ↔ 향남신명스카이뷰 ↔ 하길리 (2018년 11월 15일 경진여객에서 양수받음. 2019년 2월 25일 운휴, 수원여객 32-3번과 동일)
- ● 39번: 구운초등학교 - 구운강남A - 웃거리 - 농촌진흥청 - 서둔동 - 수원역 - 이춘택병원 - 팔달문 - 장안문 - 수성사거리 - 정자사거리 - 화서역 - 성균관대학교 자연과학캠퍼스 - 성균관대역 - 밤꽃마을 - 동원고등학교 - 이목동차고지 (2018년 8월 10일 운행 휴지)
- ● 40번: 연무동 - 장안문 - 팔달문 - 수원역 - 평동 - 고색동 - 어천 - 비봉 - 남양 - 마도 - 사강
- ● 40번: 파장동 - 노송마을 - 화서역 - 탑동 - 수원여대 - 영신여고
- ● 40번 (2010년경): 수원역 - 고색동 - 어천 - 비봉 - 남양동 - 화성시청
- ● 45번: 경기대학교 입구 - 장안문 - 팔달문 - 매교역 - 세류사거리 - 세류역 - 황계동 - 병점역 후문 - 홈플러스 병점점 - 서동탄역사거리 - 메타폴리스 - 이마트 동탄점 - 동탄2신도시 시범단지 (2019년 2월 25일 폐지)
- ● 46-1번: 수원역 - 이춘택병원 - 성빈센트병원 - 아주대학교 - 수원지방법원 - 수원남부경찰서 - 아모레퍼시픽 - 흥덕1, 2단지 - 수원연화장 <용남고속과 공동배차하던 노선이었으나 2016년 3월부터 용남고속이 단독 운행.>
- ● 46-2번: 연화장 - 원천동 - 법원사거리 - 아주대입구 - 성빈센트병원 - 매산로 - 수원역 (2009년 11월 임시 신설, 2011년 1월 12일 폐선, 46-1번과 통합)[12]
- ● 47번 (2000년대 초반): 이목동 - 동남보건대 - 성대역 - 서수원터미널 - 탑동 - 수원여대 - 영신여고
- ● 50, 50-2, 50-3, 50-4, 50-5, 50-6번: 연무동 - 팔달문 - 수원역 - 고색동 - 어천리 - 비봉/삼화리/덕고개/쌍학리/청요리/원리 (50-2~6번은 남양여객에 양도)
- ● 50-1번: 연무동 - 팔달문 - 수원역 - 한일전산여고 - 오목천동
- ● 51번: 수원여자대학교 - 권선구청 - 고색사거리 - 신병원 - 평동다리앞 - 동남아파트 - 수원역 - 경기도청 - 매교역 - 수원시청, 수원시청역 - 임광아파트 - 온수골 - 래미안영통마크원 - 망포역 - 벽적골 - 신나무실 - 영통역 - 경희대학교 국제캠퍼스 - 서농중학교 - 서천마을3단지 <수원여객과 공동배차하던 노선이었으나 2016년 3월 18일부터 용남고속이 단독 운행.>
- ● 52번: 남부공영차고 - 래미안영통마크원 - 망포역 - 벽적골 - 영통역 - 청명역 - 흥덕 13단지 - 흥덕8, 9단지 - 이마트 흥덕점 - 수원연화장 - 광교마을(휴먼시아41, 중심상가) - 광교호수마을(휴먼시아32, 참누리) - 광교에듀타운(다산중학교) - 수원월드컵경기장 - 아주대학교 - 법원사거리 - 임광아파트 - 국민건강보험공단 - 수원가구거리 - 정조사거리 - 매교역 - 경기도청 - 수원역 - 공구유통타운 - 고색사거리 - 수원산업단지 - 오목천청구A - 영신여자고등학교 <수원여객과 공동배차하던 노선이었으나 2015년 10월부터 용남고속이 단독 운행.>
- ● 53번: 광교동부차고 - 광교마을(휴먼시아41, 중심상가) - 광교호수마을(휴먼시아32, 참누리) - 광교센트럴타운(래미안, 오드카운티, 대림) - 광교에듀타운(힐스테이트, 자이) - 아주대병원 - 아주대학교 - 법원사거리 - 태평양화학 - 황골마을 - 청명역 - 영통역 - 경희대학교 - 서천중학교 - 서천마을 3단지 (2013-10-27 ~ 2015-10-26 운행 중지)
- ● 54번: 망포역(벽산, SK뷰, 풍림) - 벽적골 - 영통역 - 청명역 - 황골마을 - 태평양화학 - 홈플러스 원천점 - 법원사거리 - 아주대학교 - 아주대학교병원 - 광교에듀타운(다산중학교) - 광교중앙역 - 광교고등학교 - 경기대학교 후문 - 우만4단지 - 연무시장 - 보훈원 - 경기대학교 정문 (2019년 2월 25일 폐지)
- ● 55번: 이목동차고지 - 파장동삼익A - 한일타운 - 수원종합운동장 - 상공회의소 - 두견마을 - 화서역 - 율현중 - 삼환아파트 - 서수원시외버스터미널 - 금곡강남A - 홈플러스 서수원점 - 가온마을 - LG빌리지 - 칠보마을 - 호매실중학교 - 탑동우방A - 권선구청 입구 - 고색사거리 - 오목천푸르지오 - 오목천청구A - 영신여자고등학교 (~ 2015-12-30 운행 중지)
- ● 57번: 수원여자대학교 - 한일전산여고 - 권선구청 - 고색사거리 - 수원역 - 세류1동 - 정조사거리 - 세류사거리 - 세류역 - 수원종합버스터미널 - 농수산물시장 <이 노선은 용남고속과 공동 배차 운행했다.> (2013-05-15 ~ 2015-02-10)
- ● 58번: 경기대학교 입구 - 장안문 - 팔달문 - 성빈센트병원 - 아주대학교 입구 - 수원남부경찰서 - 영통입구 - 수원신갈 나들목 - 신갈오거리 - 금화마을 - 상갈역 - 한국민속촌 입구 - 한보라마을 - 공세동 - 기흥초교 - 고매사거리 - 동탄2신도시 시범단지 - 이마트 동탄점 - 메타폴리스 - 나루마을 상가 - 반송고등학교 - 동탄산업단지 - 운암단지 - 오산시청 - 오산역 (2016년 3월 16일 운행 중지)
- ● 58-1번: 연무동 - 신갈 - 농서리
- ● 62번 (1990년대): 파장동 - 수일여중입구 - 화서문 - 수원역 - 동수원 - 아주대 - 영통 - 경희대
- ● 62번 (2000년대): 신영통 - 아주대입구 - 동수원사거리 - 팔달문 - 장안구청 - 성균관대역 - 의왕역[13] (2007년 9월 폐선)
- ● 62번 (2010년대): 광교동부차고 - 광교마을(휴먼시아41, 중심상가) - 광교호수마을(휴먼시아32) - 광교센트럴타운(래미안, 오드카운티, 대림) - 광교에듀타운(다산중학교) - 아주대병원 - 아주대학교 - 성빈센트병원 - 영동시장 - 팔달문 - 화성행궁 - 장안문 - 송원중학교 - 동남보건대학 - 천천초, 중, 고교 - 성균관대역 (2013-08-12 ~ 2015-10-26 운행중단)
- ● 63번: 이목동차고지 - SK스카이뷰 - 경남 아너스빌 - 장안문 - 팔달문 - 지동시장 - 성빈센트병원 - 우만동 - 아주대학교 - 원천동 - 청명역 - 영통역 - 망포역 - 반월리큰고개 -메타폴리스 - 동탄역 - 반도.모아아파트 (현재 운행중단)

- ● 63-1번: 남부공영차고 - 래미안영통마크원 - 망포역 - 태장고등학교 - 신나무실 - 영통역 - 청명역 - 수원하이텍고등학교 (2019년 1월 12일부로 폐선)
- ● 63-3번: 호반베르디움3차 - 금강.LH40 - 반도3차, 금강아파트 - 메타폴리스 - 반월리큰고개 - 망포역 - 영통역 - 청명역 - 법원사거리 - 팔달문 - 장안문,복수동,화홍문 - 만석공원, 중부경찰서 - 이목동차고지 (2016-08-17 ~ 2017-08-23 운행중단, 기존 63번에서 1대 분리)
- ● 64-1번: 파장동 - 노송마을 - 장안문 - 팔달문 - 뉴코아 - 농수산물시장 - 권선동 가구거리 (2010년 5월 11일 폐선)[14][15]
- ● 80번: 동원고 - 성균관대 - 구운동 - 칠보
- ● 81번: 곡반정동 - 터미널 - 수원시청 - 성빈센트병원 - 팔달문 (2010년 5월 11일 개통, 2012년 3월 5일 폐선(82번과 통합), 변경 이전 창룡문 경유 경기대 후문까지 운행)[16]
- ● 82번: 곡반정동 - 권선시장 - 수원시청 - 매탄동 - 성빈센트병원 - 중동사거리 → 수원역 → 화서문 → 팔달문 → 중동사거리 (2007년 초 폐선)
- ● 82번(2기): 곡반정동 - 수원종합버스터미널 - KT 남수원지사 - 수원시청 - 영통구청 - 산남중 - KT동수원지사 - 아주대학교 - 수원월드컵경기장 - 경기남부지방경찰청 - 경기대학교 후문 - 광교웰빙타운(수자인, 해모로) - 광교테크노벨리 - 광교고등학교 - 광교에듀타운(다산중학교) (2012-03-14~ 2015-10-26 운행 중지)
- ● 82-8번: 남부공영차고지 - 명성교회 - 임광아파트 - 수원시청역 - 뉴코아 - 이춘택병원 - 수원역 - 농촌진흥청 - 서수원시외버스터미널 - 입북동주민센터 - 서수원자이 - 서수원레이크푸르지오 (2014-05-27~ 2015-12-30)
- ● 83번: 곡반정동 - 효원고 - 동수원우체국 - 성빈센트병원 - 팔달문 (용남고속과 공동 배차, 2014. 3. 5 폐선)[17]
- ● 83-3번: 곡반정동 - 수원종합버스터미널 - 수원시청 - 청소년문화센터 - 동수원사거리 - 성빈센트병원 - 팔달문 - 장안문 - 화서문 - 고등동 - 수원역 - 경기도청 - 성빈센트병원 (신원여객과 공동 배차 노선)
- ● 84번: 영통 - 뉴코아 - 수원역 - 칠보
- ● 85번: 탑동 - 서둔동 - 수원역 - 태장면고개 - 수원시청 - 인계동 - 아주대 (신원여객과 공동 배차 노선, 이후 용남고속 단독 운행 후 폐선)
- ● 85번: 곡반정동 - 수원종합버스터미널 - 수원시청, 수원시청역 - 매탄위브하늘채A - 법원사거리 - 아주대학교 - 아주대학교병원 - 광교에듀타운(신풍초교, 광교고) - 광교웰빙타운(해모로, 수자인, 대광로제비앙) (2012-10-31 ~ 2019-06-17)
- ● 86번: 칠보 - 구운동 - 서둔동 - 수원역 - 태장면고개 - 수원시청 - 인계동 - 아주대 - 월드컵경기장 - 우만동 (신원여객과 공동 배차 노선)
- ● 90번: 파장동 - 정자지구 - 상공회의소 - 팔달문 - 동수원사거리 - 터미널
- ● 96번: 곡반정동 - 농수산시장 - 수원시청 - 매탄동 - 동수원사거리 - 성빈센트병원 - 팔달문 - 북수동 - 장안문 - 수원종합운동장 - 조원동 - 이목동 - 파장동 (신원여객과 공동 배차 노선)
- ● 98-1번: 파장동 - 동신아파트 - 수성중사거리 - 장안문 - 북수동 - 팔달문 - 매교동 - 매탄동 - 원천동 (신원여객과 공동 배차 노선)
- ● 99번: 기흥구청 - 신갈오거리 - 금화마을 - 한국민속촌 입구 - 한보라마을 - 공세지구 - 기흥초교 - 고매사거리 - 기흥 나들목 (수원시 구간은 영업 운행 하지 않았음, 용남고속의 99번과는 별개의 노선.) (2016년 2월 1일 경남여객에 이관)
- ● 100번: 오목천동 - 수원역 - 성빈센트병원 - 아주대 - 월드컵경기장 - 이의동 - 상현동 - 풍덕천동 - 동천동 - 미금역[18]
- ● 110번: 영통지구 - 수원역 - 웃거리 - 당수동 - 구반월 - 상록수역 - 예술인아파트 - 안산시청 - 라성시장 - 주택단지 - 안산역 - 반월공업단지 (초창기에는 곡반정동 - 반월공업단지간을 운행하는 노선이었다. 신원여객과 공동배차로 운행하였으며 신원여객 폐업 이전인 2003년 12월 철수하면서 도시형버스 11-2번을 신설하였다. 110번 좌석버스는 신원여객 단독운행으로 변경. 만성적자로 임시운행중지되었으며 신원여객이 용남고속에 흡수. 이후 용남고속측이 경원여객에 매각하였다. 2007년 상반기 수원역 - 선부동 구간으로 변경되어 운행을 재개하였다.)
- ● 111번: 곡반정동 - 수원종합버스터미널 - 매교 - 팔달문 - 장안문 - 수성고등학교 - 정자동 - 파장시장 - 원예과학원 - 동원고등학교 - 율전동[19] (초창기에는 파장동 ~ 수원역간 노선이었다. 2007년 9월 폐선, 112번과 통합)
- ● 118번: 경희대학교 - 수원종합버스터미널 - 세류사거리 - 수원역 - 구운동 - 화서역 - 동남보건대학교 - 성균관대역 - 동원고등학교
- ● 400번: 연무동 - 팔달문 - 수원역 - 오목천동 - 어천리 - 비봉 - 남양 - 마도 - 사강터미널[20]
- ● 640번: 경희대 - 권선동 - 세류사거리 - 수원역 - 농촌진흥청 - 화서역 - 정자지구 - 노송마을 - 안양 (이전에 좌석버스로 운행했다.)
- ● 640-1번: 권선A단지 - 수원시청 - 세류사거리 - 수원역 - 농촌진흥청 - 화서역 - 정자지구 - 노송마을 - 산본신도시 (1994년경 신설. 1997년 도시형버스 64-1번으로 형간전환.)
- ● 640-2번: 수원 - 호계구사거리 - 군포시청 - 흥진고교 - 산본4단지 (1994년경 신설)[21]
- ● 700-1번: 곡반정동 - 미금역
- ● 880번: 경희대학교 - 수원역 - 고천 - 인덕원역 - 과천 관문사거리 - 선바위역 - 양재역
- ● 888번: 경희대학교 - 수원역 - 고천 - 인덕원역 - 과천 관문사거리[22] (변경 이전 양재동까지 운행. 1997년까지는 삼경운수 노선이었으며 경진여객에 매각하였다. 1999년 경진여객으로부터 인수한 노선이다.)
- ● 1000번: 수원역 - 수원월드컵경기장 (직통)
- ● 1100번: 화서역 - 수원월드컵경기장 (직통)
- ● 63번: 이목동 차고지 - SK스카이뷰 - 정자초교 - 장안문 - 팔달문 - 성빈센트병원 - 우만동 - 아주대학교 - 광교호수공원 입구 - 태평양화학 - 황골마을 - 영통역 - 벽적골 - 망포역 - 반월리 큰고개 - 메타폴리스 - 다은마을 - 동탄역 - 반도.모아 아파트

(원래 많았으나 감차하여,전기저상 1대, 일반 2대로 운행 후 운행중단)

## 보유 차량

#### KGM커머셜
- 에디슨모터스 E-화이버드
- KGM 스마트 110 저상버스

#### 자일대우버스
- 자일대우 NEW BS090

#### 현대자동차
- 현대 그린시티
- 현대 뉴 슈퍼 에어로시티
- 현대 저상 뉴 슈퍼 에어로시티
- 현대 일렉시티

#### 비야디 자동차
- BYD eBus-11
- BYD eBus-12

#### 우진산전
- 우진산전 아폴로 1100

#### 하이거 버스
- 하이거 하이퍼스 1611, 1611P

## 갤러리

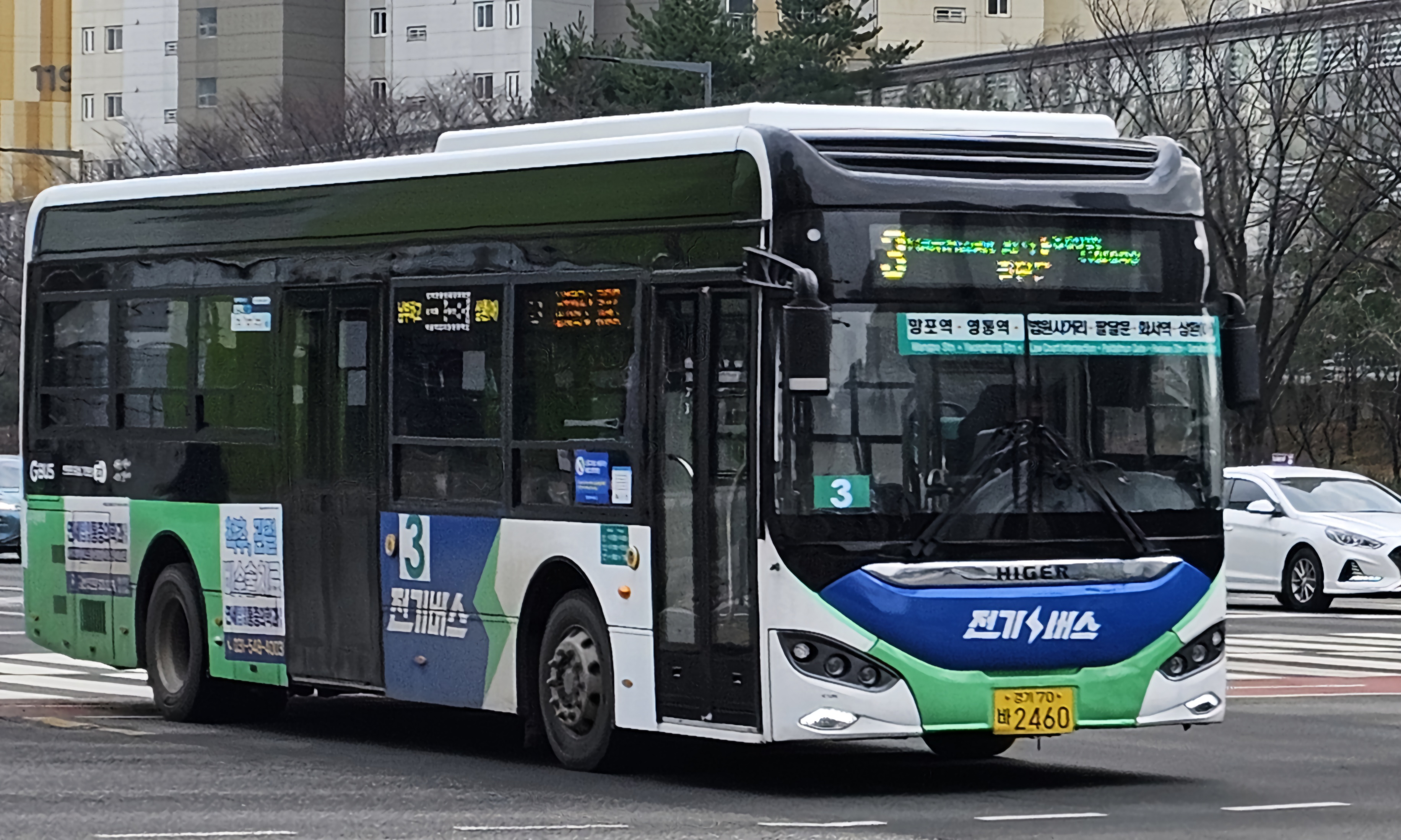
수원시내버스 3번
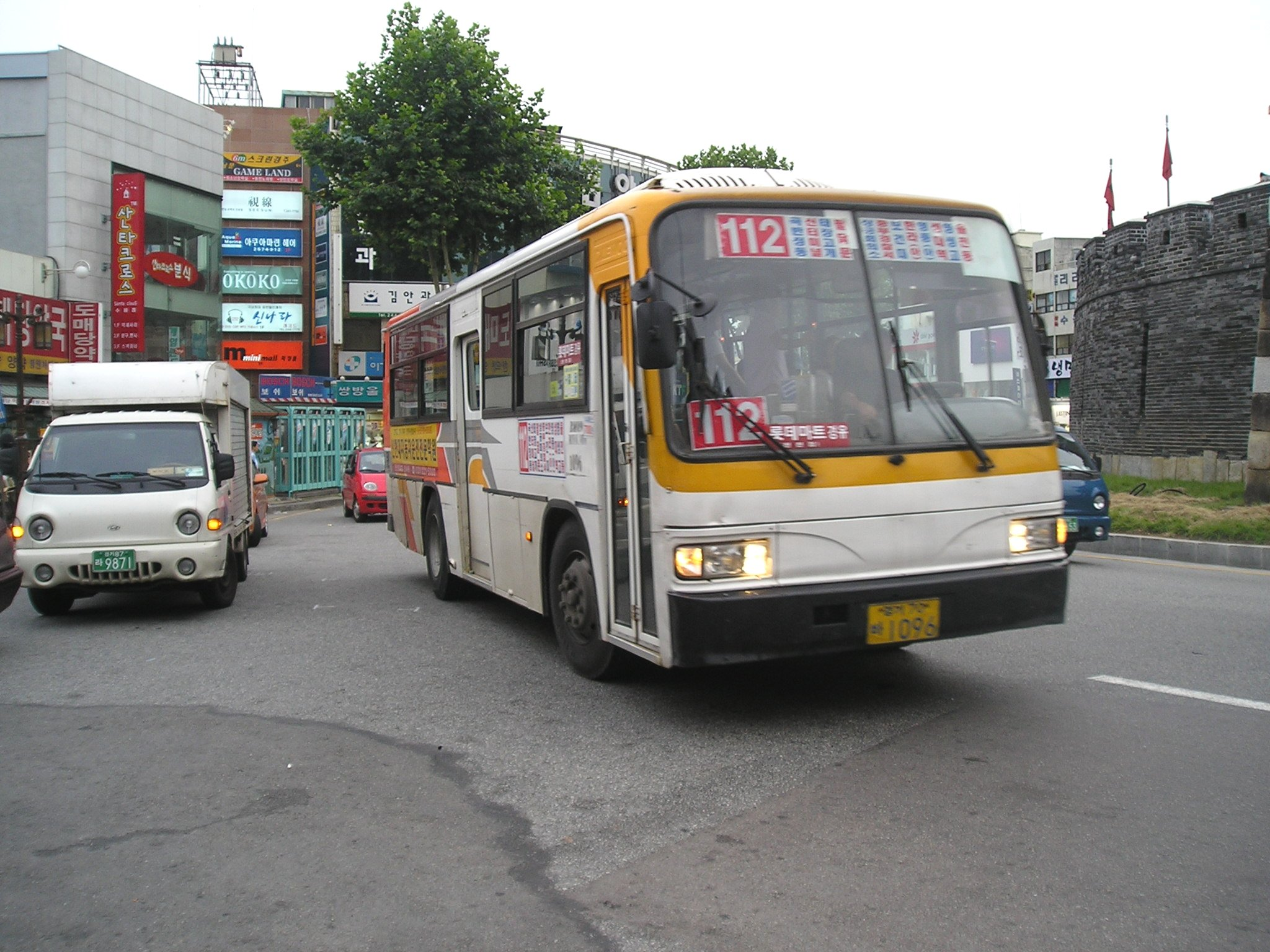
수원시내버스 112번
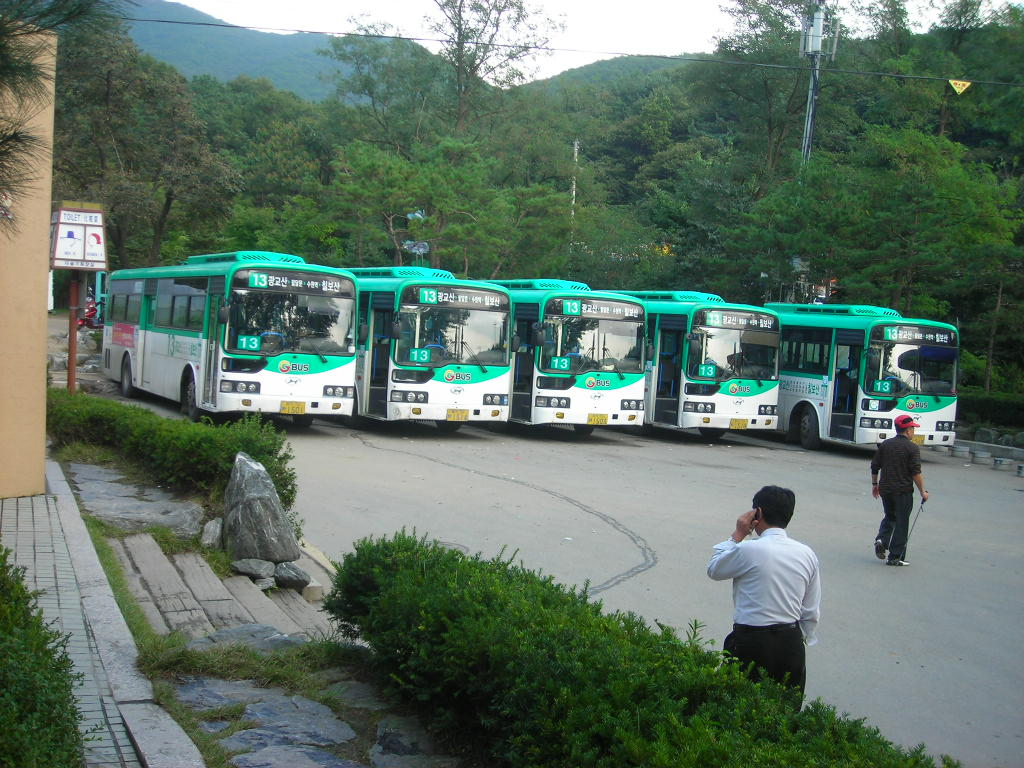
수원시내버스 13번
수원시내버스 26번
수원시내버스 58번
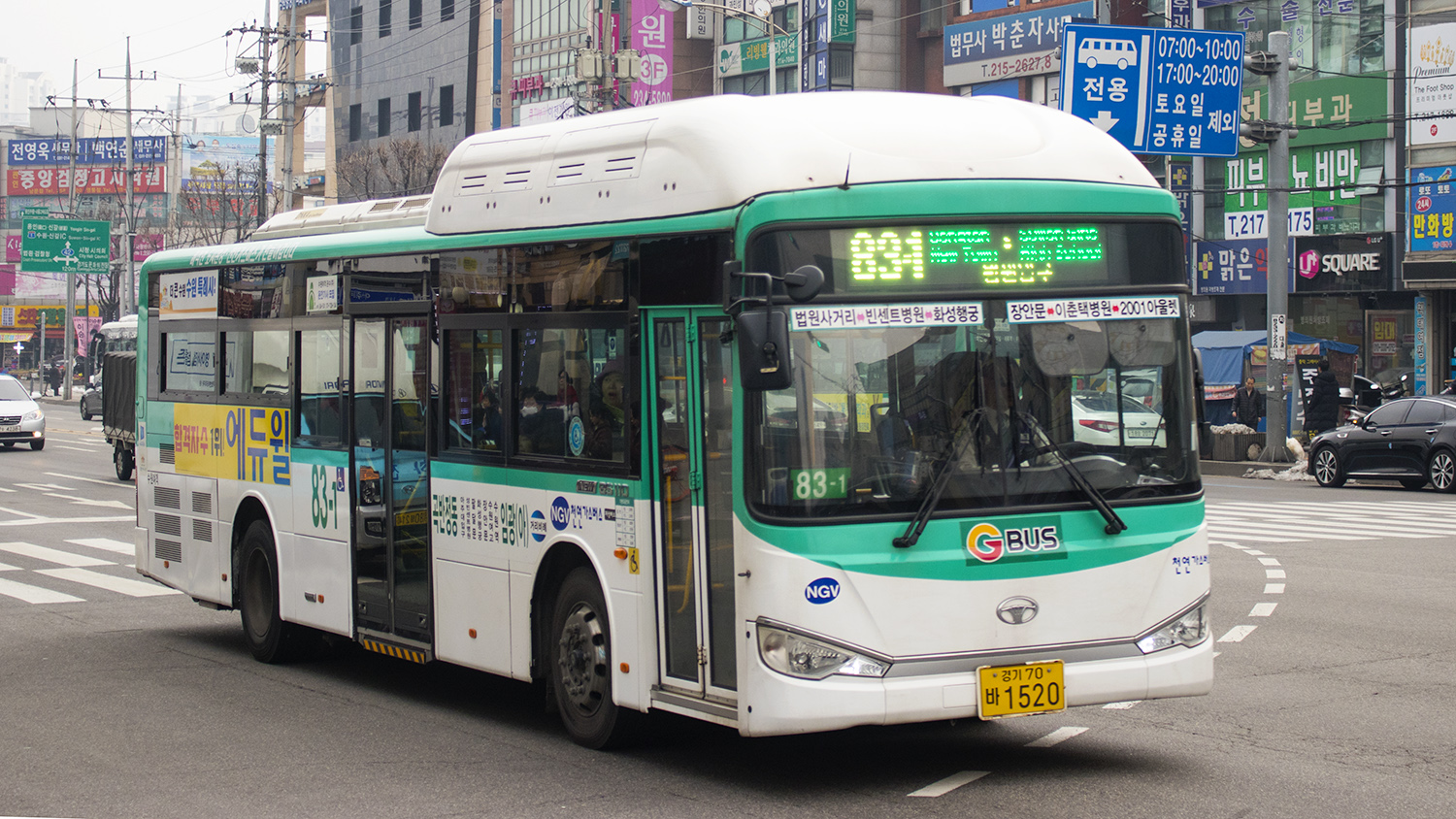
수원시내버스 83-1번
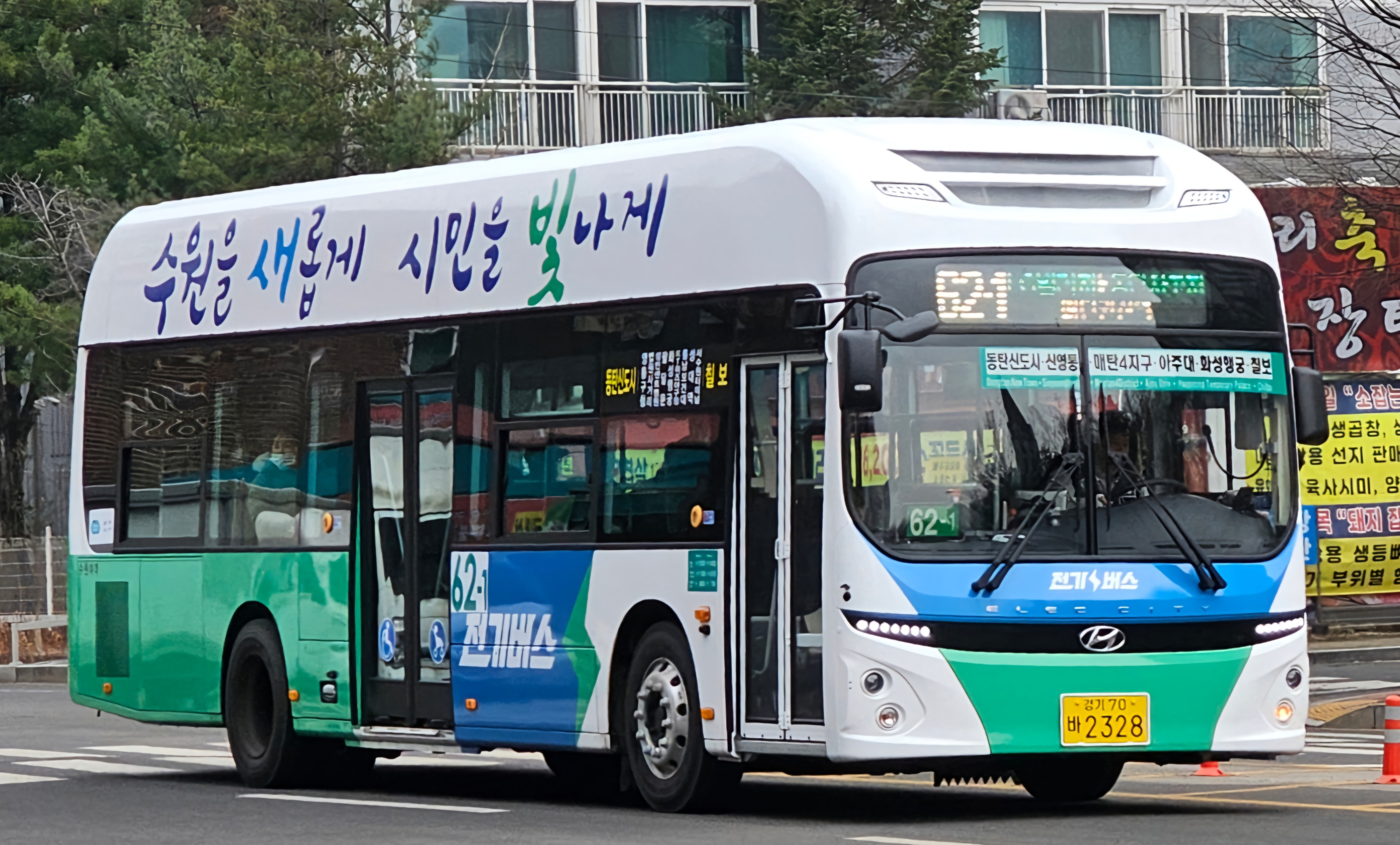
수원시내버스 62-1번
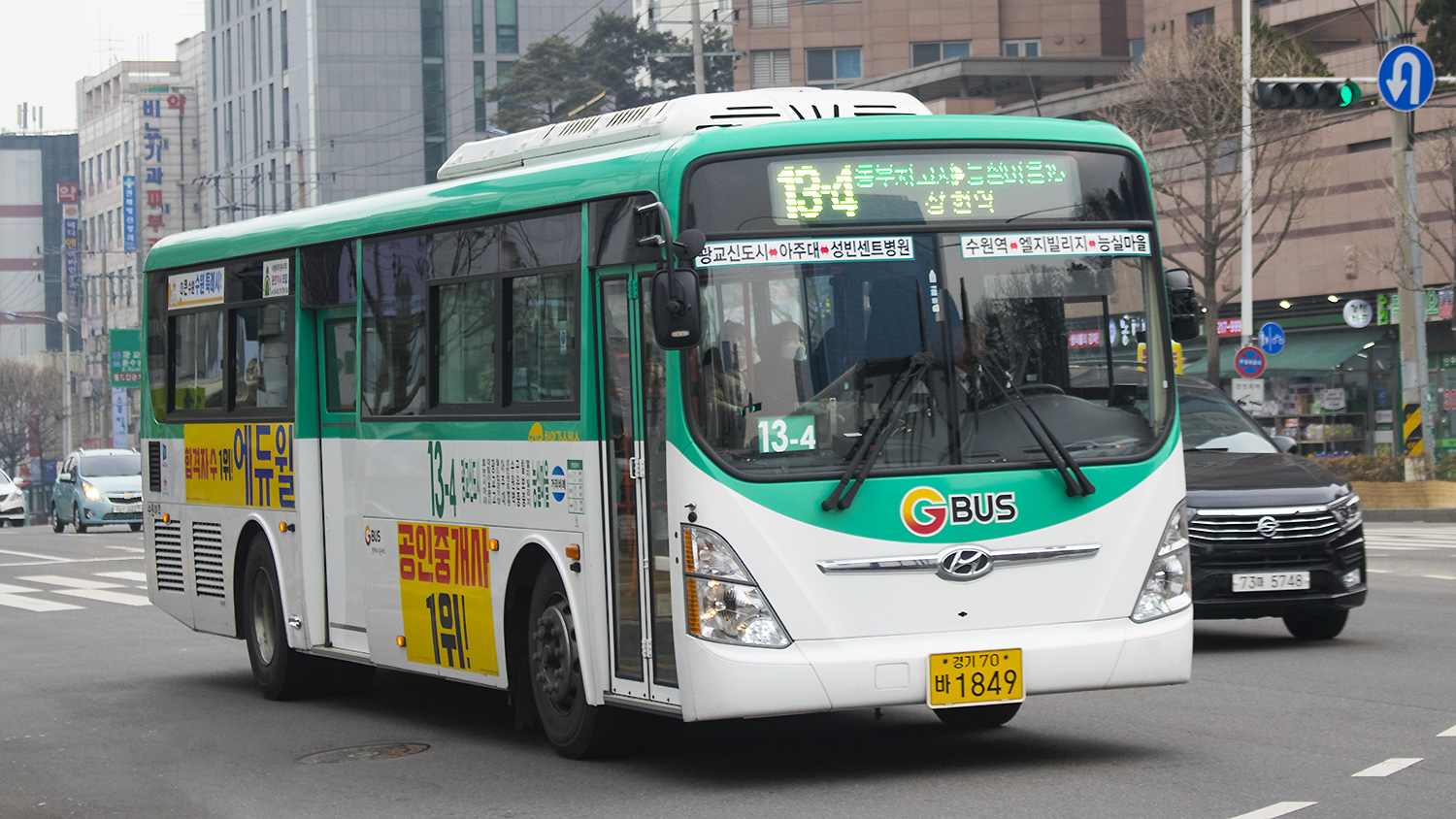
수원시내버스 13-4번
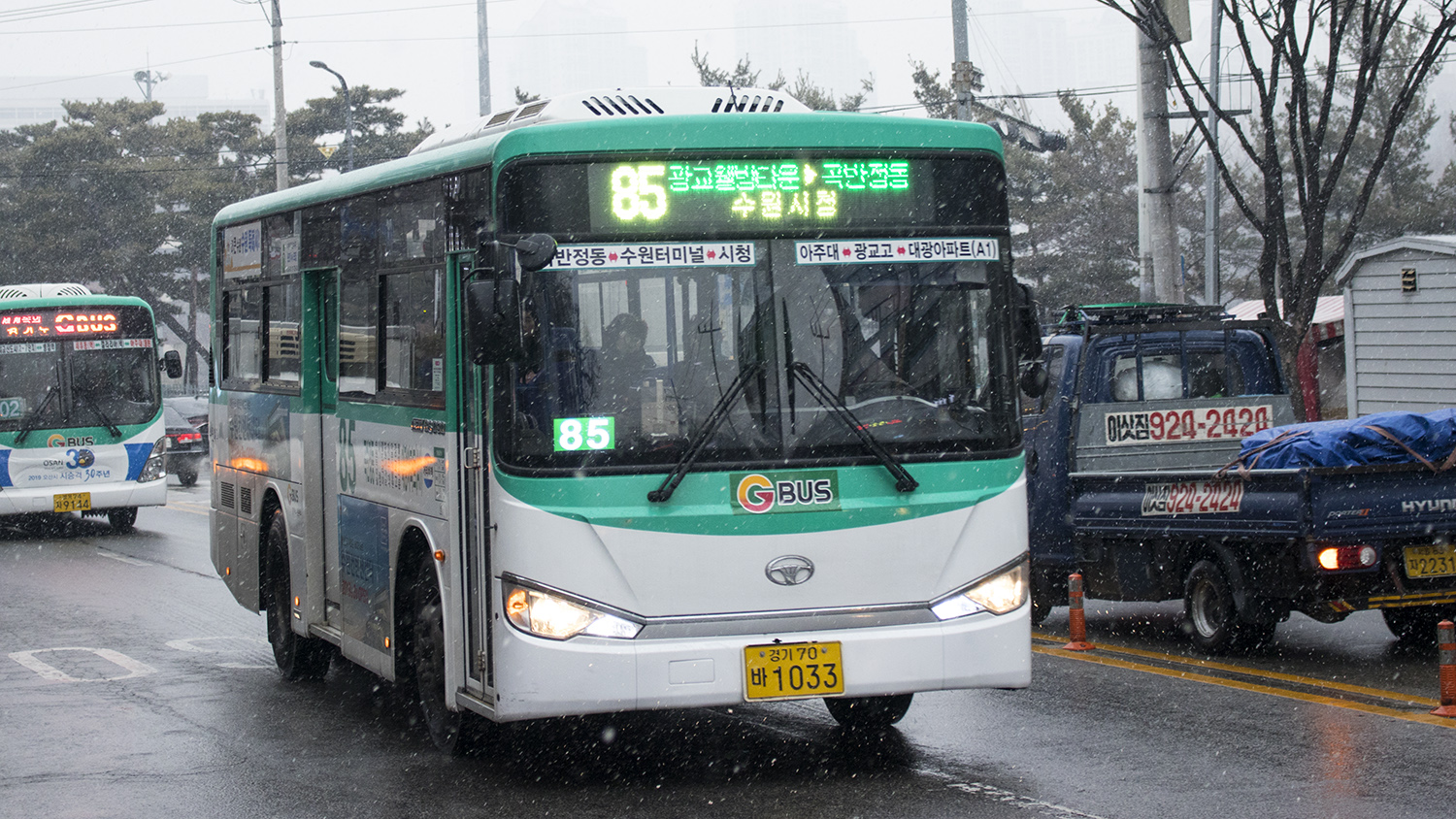
수원시내버스 85번